# チミン
チミン (thymine) はデオキシリボ核酸 (DNA) を構成する塩基の1つで、ピリミジンの誘導体。5-メチルウラシルとも呼ばれるように、ウラシルの5位の炭素をメチル化した構造を持つ。英発音に従ってサイミンともいう。DNA中にのみ見られ、リボ核酸 (RNA) ではほとんどの場合ウラシルに置き換わっている。2本の水素結合を介してアデニンと結合する。
DNA はアデニン (A)、グアニン (G)、シトシン (C)、チミン (T) の4種で構成されている。アデニン、グアニン、シトシンは RNAの核酸塩基にも同じ構造が見られるが、RNAではチミン (T) がウラシルに置き換わっている。チミンとウラシルは共にピリミジン環を持つ非常に似た塩基である。
シトシンが化学分解されるとウラシルが生成してしまうため、DNAではウラシルの代わりにチミンが用いられるようになった。これによりシトシンの分解により誤って生成してしまったウラシルを検出し、修復することが可能になるなどの利点が生じた。DNAは配列を保存することが何より重要であるため、DNAにチミンが用いられることは理に適っていると言える。一方、RNAにおいては配列の正確性がそれほど重要ではないため、ウラシルが用いられていると考えられる。
チミンの生合成については、デオキシウリジン一リン酸と5,10-メチレンテトラヒドロ葉酸は、チミジル酸シンターゼ (FAD)によりメチル化されたチミジル酸（dTMP）とテトラヒドロ葉酸を生成する。
（反応式）
5,10-メチレンテトラヒドロ葉酸 + デオキシウリジン一リン酸（dUMP） + FADH2 {\displaystyle \rightleftharpoons } チミジル酸（dTMP） + テトラヒドロ葉酸 + FAD
なお、DNAの合成は、dUMP（デオキシウリジン一リン酸）－dTMP（チミジル酸）－dTDP（チミジン二リン酸）－dTTP（チミジン三リン酸）と進み、リン酸2分子分のピロリン酸が遊離して、チミジル酸に相当する部分がDNA鎖のデオキシリボースの3'位に結合することで、アデニン、グアニン、シトシン、チミンと4種類あるDNA塩基のうちのチミンが完成する。

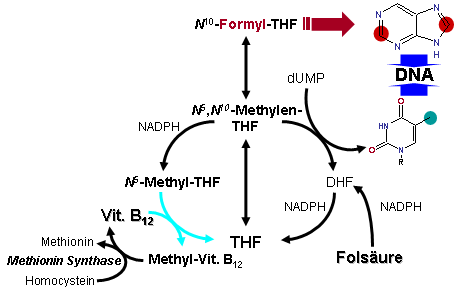
テトラヒドロ葉酸（THF）による代謝とビタミンB12によるTHFの再生産、:de:Folsäure=葉酸、DHF=ジヒドロ葉酸、THF=テトラヒドロ葉酸、Vit.B12=ビタミンB12、Methyl-Vit.B12=メチルコバラミン、Methionin=メチオニン、Methionin Syntase=5-メチルテトラヒドロ葉酸-ホモシステインメチルトランスフェラーゼ、Homocystein=ホモシステイン、N5-Methyl-THF=5-メチルテトラヒドロ葉酸、N5,N10-Methylene-THF=5,10-メチレンテトラヒドロ葉酸、N10-Formyl-THF=10-ホルミルテトラヒドロ葉酸、dUMP=デオキシウリジン一リン酸、NADPH、DNA

DNAの変異として一般的なものに、隣接した2個のチミンあるいはシトシンが紫外線によって二量体となり、機能障害を引き起こす「キンク」と呼ばれる部分を形成する現象がある。

## 関連物質
- チミジン